# New Cross Rangers
New Cross Rangers – angielski klub żużlowy z Londynu działający w latach 1934–1963.

## Osiągnięcia
- Drużynowe mistrzostwa Wielkiej Brytanii[1]
  - złoto (1938, 1948)
  - brąz (1934, 1937, 1949)